# Krahulčí
Obec Krahulčí (německy Krahuletsch) se nachází v okrese Jihlava v Kraji Vysočina. Žije zde 633 obyvatel.

## Název
Název se vyvíjel od varianty Krahuyczie (1366), Krawgiczie (1385), Krahuljčiem (1447), Krahuyczij (1547), Krahulczy (1678), Krahulicžy (1718), Krahulči (1720), Krahultzy (1751), Krahultsch a Krahulčy (1846) až k podobám Krahultschy a Krahulčí v roce 1872. Místní jméno je přídavným jménem odvozeným od slova krahujec.

## Historie
První písemná zmínka o obci pochází z roku 1366.

## Přírodní poměry
Krahulčí leží v okrese Jihlava v Kraji Vysočina. Nachází se 1,5 km jižně od Hostětic, 3 km západně od Telče, 2 km severně od Horní Myslové a 3,5 km východně od Mrákotína. Geomorfologicky je oblast součástí Česko-moravské subprovincie, konkrétně Křižanovské vrchoviny a Javořické vrchoviny a jejich podcelků Dačická kotlina, Brtnická vrchovina a Jihlavské vrchy, v jejichž rámci spadá pod geomorfologický okrsky Třešťská pahorkatina (Brtnická) a Mrákotínská sníženina (Jihlavské vrchy). Průměrná nadmořská výška činí 531 metrů. Nejvyšší bod o nadmořské výšce 566 metrů se nachází na východní hranici katastru. Obcí protéká potok Myslůvka, na níž se rozkládají rybník Valcha a Suchý rybník, za kterým se ze severu do Myslůvky vlévá Krahulčí potok, na východním okraji území se nachází Pospíchalův rybník, jíž protéká Svatojanský potok. U polní cesty západně od obce cca 100 m jižně od silnice do Telče stojí památná 20metrová lípa velkolistá, jejíž stáří bylo v roce 1994 odhadováno na 200 let.

## Obyvatelstvo
Podle sčítání 1930 zde žilo v 42 domech 313 obyvatel. 308 obyvatel se hlásilo k československé národnosti a 4 k německé. Žilo zde 286 římských katolíků, 24 evangelíků a 1 příslušník Církve československé husitské.
| Rok            | 1869 | 1880 | 1890 | 1900 | 1910 | 1921 | 1930 | 1950 | 1961 | 1970 | 1980 | 1991 | 2001 | 2011 |
| Počet obyvatel | 175  | 212  | 246  | 224  | 225  | 263  | 313  | 376  | 380  | 386  | 471  | 513  | 570  | 652  |

## Obecní správa a politika

### Členění obce, členství ve sdruženích
Obec leží na katastrálním území Krahulčí u Telče a je členem Mikroregionu Telčsko a místní akční skupiny Mikroregionu Telčsko.

### Zastupitelstvo a starosta
Obec má devítičlenné zastupitelstvo, v jehož čele stojí starosta Pavel Líbal.
| Období    | Voliči | Účast v % | Mandáty | Výsledky                                          | Starosta    |
| --------- | ------ | --------- | ------- | ------------------------------------------------- | ----------- |
| 2002–2006 | 428    | 39,72     | 9       | 9 SNK I                                           | Zdeněk Bína |
| 2006–2010 | 456    | 62,28     | 9       | 8 SNK I 1 ODS                                     | Pavel Líbal |
| 2010–2014 | 506    | 62,25     | 9       | 7 NEZÁVISLÍ KANDIDÁTI 2 STRANA MLADÝCH – KRAHULČÍ | Pavel Líbal |
| 2014–2018 | 506    | 60,87     | 9       | 6 NEZÁVISLÍ KANDIDÁTI 3 SNK I.                    | Pavel Líbal |

### Znak a vlajka
Právo užívat znak a vlajku bylo obci uděleno rozhodnutím Poslanecké sněmovny Parlamentu České republiky dne 12. dubna 2013. Znak: V modrém štítě pod pěti zlatými hvězdami vedle sebe stříbrný červeně rozkřídlený krahujec se zlatou zbrojí a se stříbrným kamenným klínem v levém křídle. Jedná se o takzvané mluvící znamení. Vlajka: Modrý list s bílým červeně rozkřídleným krahujcem se žlutou zbrojí a s bílým kamenným klínem v levém křídle. Nad krahujcem pět šesticípých žlutých hvězd vedle sebe. Poměr šířky k délce listu je 2 : 3.

## Hospodářství
V obci sídlí firmy Krahulík-MASOZÁVOD Krahulčí, a.s., VRABEL ENTERPRISE s.r.o., UNIPRO s.r.o., KOCANDA s.r.o., B.Fero a.s., AGROPELETY s.r.o., BH TRANS s.r.o., Penzion U Matějů, Penzion Za Vrškem, Pension Na Kocandě a Restaurace Na Kocandě. 

## Doprava
Obcí prochází silnice I. třídy č. 23 z Mrákotína do Telče. Dopravní obslužnost zajišťují dopravci ICOM transport, TRADO-BUS, Radek Čech - Autobusová doprava a ČSAD Jindřichův Hradec. Autobusy jezdí ve směrech Dačice, Mrákotín, Telč, Jindřichův Hradec, Blažejov, Kunžak, Strmilov, Studená, Brno, Třebíč, Praha, Stará Říše, Zadní Vydří a Želetava. Obcí prochází cyklistická trasa č. 5124 z Hostětic do Horní Myslové a žlutě značená turistická trasa.

## Školství, kultura a sport
Základní škola a mateřská škola Krahulčí je příspěvková organizace obce Krahulčí. Základní škola s 1.–4. ročníkem má kapacitu 40 dětí. Na druhý stupeň děti dojíždějí do základní školy v Telči. Mateřská škola má dvě třídy. Obec nechala vybudovat tenisové kurty. V obci se nachází kulturní dům s kapacitou 250 osob. Působí zde Sbor dobrovolných hasičů Krahulčí.

## Pamětihodnosti
- Poutní kostel svatého Jana Nepomuckého s nedostavěným františkánským klášterem
- Zvonice
- Boží muka
- Krucifix

## Osobnosti
- PhDr. František Holec, CSc., archivář, ředitel Archivu hl. m. Prahy
- Antonín Kameník (1886–1959), český malíř, narozen v Krahulčí[19]
- Prof. MUDr. Zdeněk Šťáva, DrSc. (1918–1992), český lékař, spisovatel a profesor Univerzity Karlovy, narozen v Krahulčí[19]